# Motorradwerk Zschopau
La MZ (acronimo di Motorradwerk Zschopau, traducibile in italiano come "fabbrica motociclistica di Zschopau") è stata un'azienda tedesco orientale produttrice di motoveicoli, attiva tra il 1952 e il 1991.

## Storia
La storia della MZ ha origine da quella di un altro fabbricante tedesco famoso, la DKW, i cui stabilimenti al termine della seconda guerra mondiale si trovavano nel territorio della Germania Orientale e sono stati messi sotto il controllo della Industrieverband Fahrzeugbau.

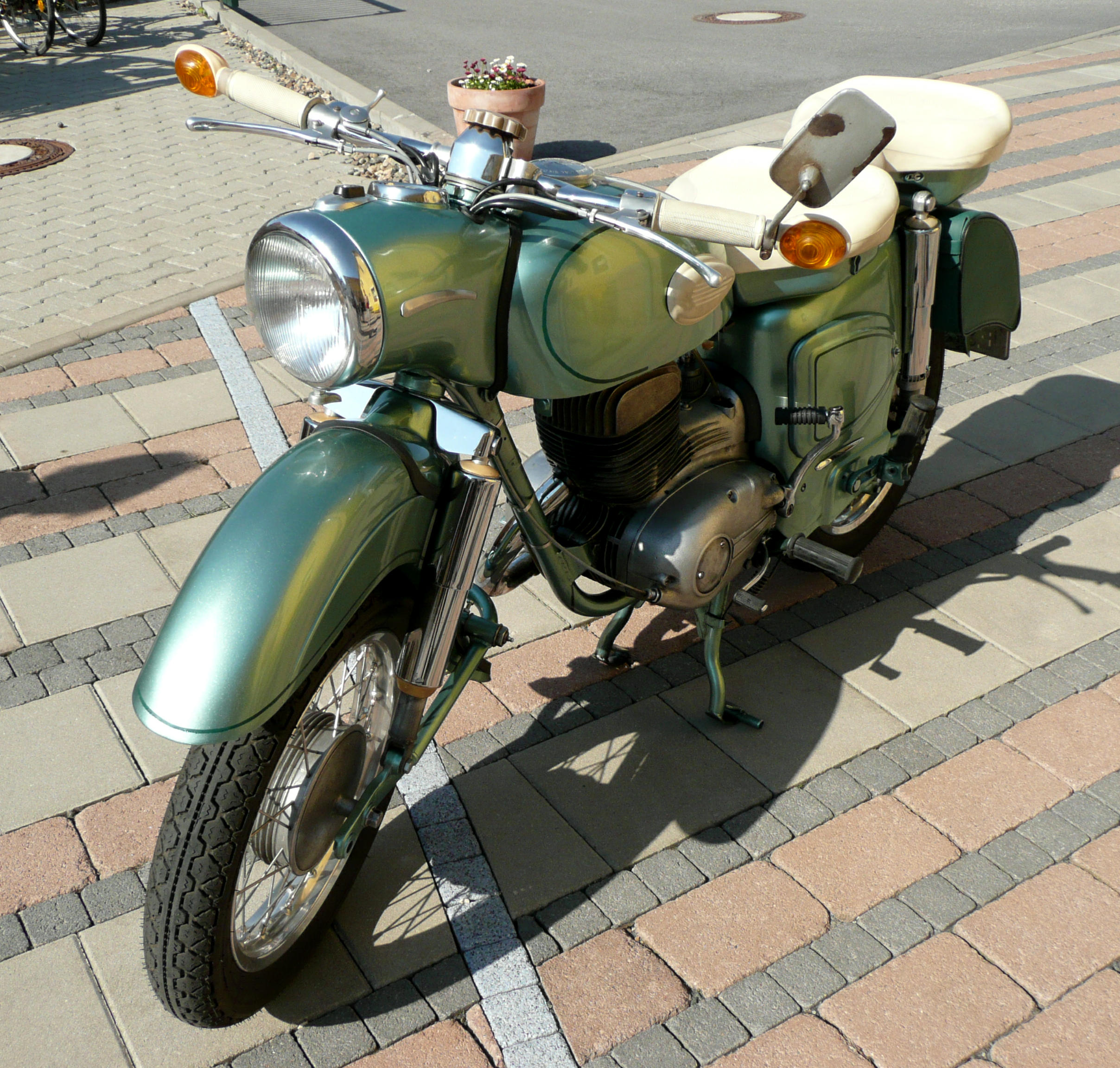
MZ ES 300 del 1963.

Già dal 1922 a Zschopau venivano prodotte motociclette e la produzione è ripresa nel 1947, in particolare quella del modello DKW 125 RT il cui brevetto era stato reso libero quale parte delle riparazione dei danni di guerra tedeschi e che inizialmente è stato proposto con il marchio IFA; nel 1952 è stata costituita la VEB Motorradwerk Zschopau e dal 1956 tutte le due ruote hanno riportato il neonato marchio MZ. La produzione di questo primo modello è continuata sino al 1962 ed è terminata con 310.800 esemplari prodotti, di cui 64.000 destinati all'esportazione.
I primi modelli di nuova progettazione sono stati presentati nel 1962 e nel 1970 è stato tagliato il traguardo del milione di motociclette prodotte. Nel 1972 l'attività è stata ampliata anche alla costruzione di motocarrozzette e nel 1983 è uscita dalle catene di montaggio la duemilionesima motocicletta, una MZ ETZ 250.
La produzione MZ è sempre stata improntata su modelli monocilindrici, con propulsori a due tempi in cilindrate comprese tra i 125 e i 350 cm³.
Nel 1990, dopo la caduta del muro di Berlino, quando la MZ aveva prodotto 2.545.112 motociclette e aveva circa 3.200 dipendenti, l'azienda è stata privatizzata ma, anche a causa del drammatico calo della domanda, la sua vita è durata ancora poco e il 18 dicembre 1991 è stata dichiarata fallita.
I diritti di produzione dei modelli in catalogo, dell'utilizzo del marchio MZ e dello stabilimento, da quel momento ebbero vari passaggi di proprietà fino alla chiusura definitiva dello stabilimento avvenuta nel 2008.

## Attività sportiva

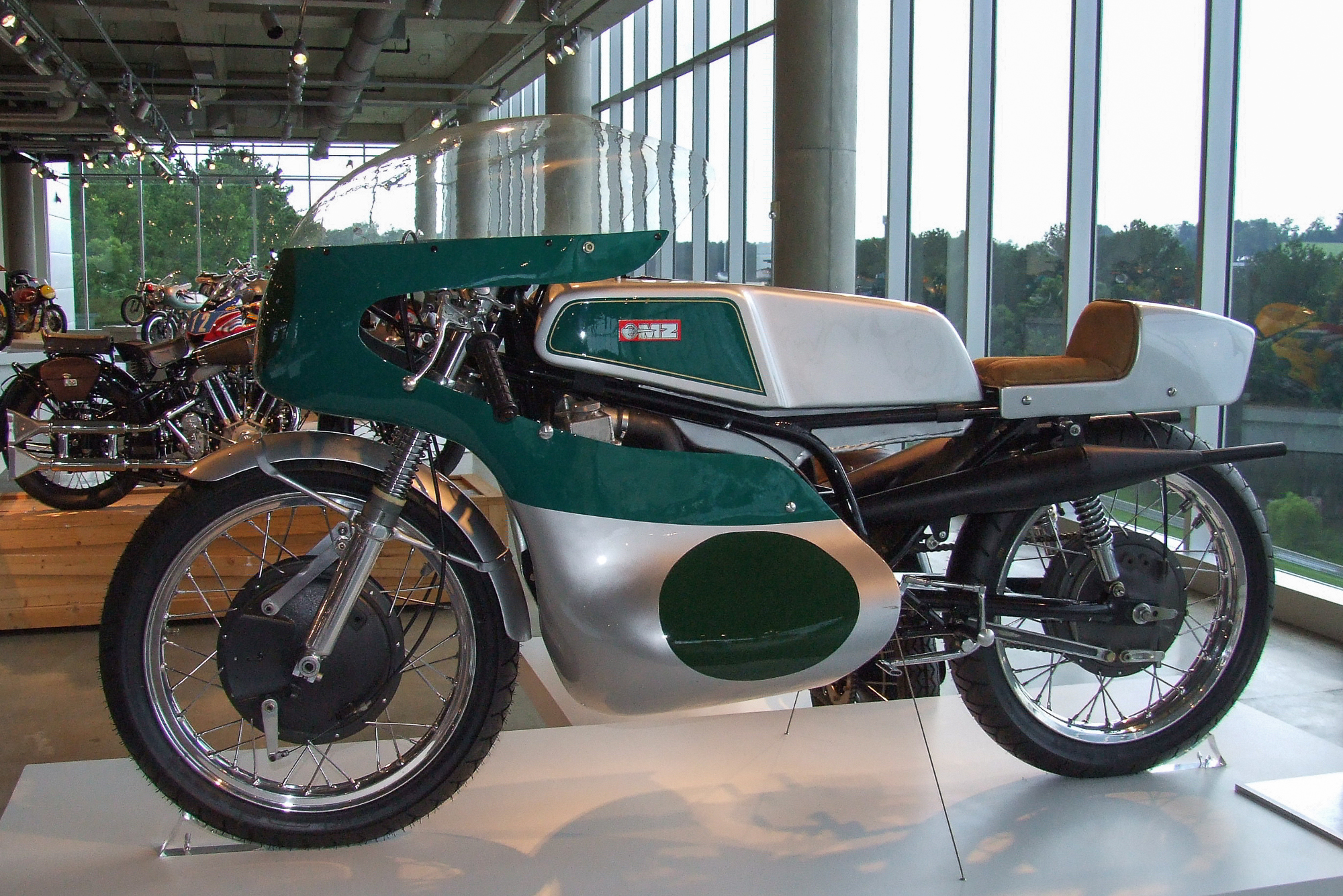
Una MZ da competizione del 1964.

L'attività sportiva della casa fu rivolta alle competizioni fuoristradistiche dell'Enduro in cui sono rimarchevoli i sette successi ottenuti tra il 1963 e il 1987 nella Sei Giorni Internazionale di Enduro oltre a quelli in varie edizioni del Campionato europeo di enduro e delle Valli Bergamasche.
Rilevante anche la partecipazione alle gare del motomondiale dove alcuni piloti portarono in gara suoi modelli sin dal 1957 e dove si presentò con una squadra ufficiale per la prima volta nell'edizione del 1958, ottenendo il primo successo in classe 250 nel Gran Premio motociclistico di Svezia 1958 grazie a Horst Fügner; da quel momento e sino al 1976 ha raccolto 13 vittorie nei singoli gran premi.
In quegli anni la fabbrica tedesco orientale, grazie agli studi dell'ingegner Walter Kaaden sulla Valvola a disco rotante, era all'avanguardia nella tecnologia dei motori a due tempi di piccola cilindrata e fu protagonista di uno dei primi casi di spionaggio industriale: nel 1961 il suo pilota ufficiale Ernst Degner riparò nella Germania Occidentale e fu accusato di aver trafugato i progetti segreti della MZ, cedendoli alla Suzuki.
Con modelli MZ, nelle classi 125, 250 e 350, hanno gareggiato e vinto piloti di svariate nazionalità, tra i quali Gary Hocking, Mike Hailwood, Alan Shepherd e Silvio Grassetti.